# Томмессен, Олемик
Олаф Михаэль (Олемик) Томмессен (норв. Olemic Thommessen; 18 апреля 1956, Лиллехаммер, Оппланн) — норвежский политический и государственный деятель. Президент норвежского парламента (стортинга) в 2013—2018 годах. юрист.

## Биография
Сын капитана судна. До 1983 г. изучал философию и право в Университете Осло. С 1983 года занимался юридической практикой. С 1985 по 1990 год — юрист и партнёр в юридической фирме Eggen & Thommessen.
В первой половине 1990-х работал в комитете по организации Зимних Олимпийских игр 1994 года. В 1994—2001 годах — ответственный за культурные мероприятия в Лиллехаммере.
Вступил в правоцентристскую Консервативную партию Норвегии, с 1986 года — лидер КПН в родном городе. Позже занимал различные должности в районных и государственных структурах партии.
В 1987—1995 годах избирался депутатом городского совета. Занимал ряд должностей в сфере культуры и спорта.
В 2001 году впервые был избран депутатом норвежского парламента (стортинга). Успешно переизбирался на выборах в 2005, 2009, 2013 и 2017 годах. Был членом комитета Стортинга по вопросам семьи и культуры, позже — расширенного комитета стортинга по иностранным делам и обороне.
С 2010 г. по настоящее время — председатель Foreningen Norden , неправительственной организации, содействующей гражданскому сотрудничеству между странами Северной Европы.
Член Норвежского ордена масонов, имеет VIII степень посвящения.